# Marino Marić
Marino Marić (Mostar (Bosnia y Herzegovina), 1 de junio de 1990) es un jugador de balonmano croata que juega como pívot. Es además, un componente de la selección de balonmano de Croacia.
Con la selección ganó la medalla de bronce en el Campeonato Mundial de Balonmano Masculino de 2013 y en el Campeonato Europeo de Balonmano Masculino de 2016.

## Palmarés

### RK Zagreb
- Liga de Croacia de balonmano (5): 2010, 2011, 2012, 2013, 2014
- Copa de Croacia de balonmano (5): 2010, 2011, 2012, 2013, 2014
- Liga SEHA (1): 2013

## Clubes
- RK Zagreb (2009-2014)
- RK Maribor Branik (2014)
- MT Melsungen (2014-2022)
- SC DHfK Leipzig (2022-2023)
- TVB 1898 Stuttgart (2023-2024)